# 朱家角镇
朱家角镇，是上海市青浦区下辖的一个镇。旧称珠溪镇、珠街阁，俗称角里。是典型的江南水乡古镇。1990年12月21日，朱家角乡并入。2001年，沈巷镇并入。总面积138平方公里（含水域），户籍人口5.93万人（2008年）。1991年2月上海市政府公布朱家角镇为上海市第一批历史文化名镇。2013年，地区生产总值63.4亿元。2019年被评为中国文化百强镇。

## 历史
朱家角其地大约成陆于7000年前，宋、元时已形成集市，名朱家村。明万历年间正式建镇名珠街阁，又称珠溪。明末清初，朱家角米业突起，带动了百业兴旺，时“长街三里，店铺千家”，有“三泾（朱泾、枫泾、泗泾）不如一角（朱家角）”之说。清嘉庆年间编撰的《珠里小志》把珠里定名为镇名，俗称角里。镇东北部的井亭镇原属江苏省昆山县境，中華人民共和國建國初划归朱家角镇。2001年，被上海市委、市府列为重点发展的“一城九镇”之一。

## 沿革
朱家角地区在唐朝以前分别隶属于由拳县、娄县、嘉兴县、信义县、昆山县。唐天宝十载(公元751年)，分属于华亭县、昆山县。元至元二十九年（1292年），分属于华亭县、上海县、昆山县。明嘉靖二十一年(1542年)，分属于青浦县、昆山县。清康熙五十二年(1713年)，称珠里，下辖五十保一区之二十五图、三区之十一图。清宣统二年(1910年)，实行地方自治，改称珠葑自治区，为青浦县下辖的16个自治区之一。
民国元年(1912年)，建立珠葑市公所。民国十六年(1927年)，改为珠葑市行政局。民国十八年(1929年)3月，撤销行政局，仍称珠葑区。民国二十年(1931年)，改设第二区公所，为青浦县8个区公所之一。抗战时期，属伪青浦县第六区，下辖三镇六乡。民国三十四年(1945年)，恢复第二区公所。民国三十五年(1946年)，改设第二区区署。民国三十七年(1948年)，属青西特区。
1949年5月14日，中國人民解放軍攻佔朱家角，设朱家角市，为县辖市，下辖一镇四乡，原属昆山县的部分划归朱家角镇。1951年4月，建立朱家角区，辖五乡一镇。1954年，设朱家角镇，为县直属镇。1958年，与叶龙乡合并，建立红旗人民公社。1959年更名为朱家角公社。1962年2月，镇、社分设，朱家角镇恢复为县属镇。1984年5月，分设朱家角镇、朱家角乡。1991年1月，撤销镇、乡建制，建立朱家角镇。

## 地理
朱家角镇面積1.25平方公里，位于青浦区中南部，东距青浦城区6公里，距上海市中心48公里。东与青浦区盈浦街道、夏阳街道相接，南与青浦区练塘镇、松江区佘山镇、小昆山镇接壤，西与金泽镇相连，北与江苏省昆山市淀山湖镇毗邻。辖境内距淀山湖2.2公里有淀山，因周围泥沙日益淀积而得名。高12.8米，周长600多米。北宋时，淀山在淀山湖中，湖以山名。后因泥沙淤积，湖面缩小，淀山乃与陆地相连。淀山湖湖区面积为62平方公里，为上海市境内最大天然湖泊。湖面呈葫芦型，南宽北窄，东西最宽9公里，南北最长18公里，环湖周长35公里。水位北深南浅，平均水深2米左右。沪青平公路经过其南侧。
朱家角镇内另有大淀湖、三分荡、西洋淀、小圩白荡等天然湖荡。
朱家角河港交错，主要有漕港河、淀浦河、新塘港、南大港、淀山港、斜沥港、拦路港、西大盈港、浦安港、斜沥港、外塘江等，其中漕港河穿镇而过。均属黄浦江水系。解放后开挖的人工河有跃进河、朱泖河、朱昆河、朝阳河、新开河、中心河等。

## 行政区划
朱家角镇下辖11个居委会及28个村委会：
大新街社区、胜利街社区、东湖街社区、西湖新村社区、北大街社区、东井街社区、大淀湖社区、沈巷社区、东大门社区、泰安第一社区、泰安第二社区、周荡村、横江村、盛家埭村、张家圩村、新旺村、新华村、小江村、周家港村、沙家埭村、山湾村、庆丰村、淀峰村、山海桥村、创建村、淀山湖一村、水产村、安庄村、先锋村、沈巷村、张马村、李庄村、建新村、王金村、林家村、新胜村、张巷村、万隆村和薛间村。

## 文物古迹
| 不可移动文物名称             | 地址                  | 公布日期   | 年代                                            | 照片 | 保护级别               |
| ---------------------------- | --------------------- | ---------- | ----------------------------------------------- | ---- | ---------------------- |
| 泖塔                         | 沈巷太阳岛            | 1980.8.26  | 唐咸通至乾符年间(874～879年)                    |      | 上海市级文物保护单位   |
| 放生桥                       | 北大街和东井街之间    | 1987.11.17 | 明隆庆五年始建(1571年) 清嘉庆十七年(1812年)重建 |      | 上海市级文物保护单位   |
| 关王庙                       | 淀峰村                | 1961.05    |                                                 |      | 青浦区文物保护单位     |
| 朱家角镇城隍庙               | 漕河街69号            | 1986.11    |                                                 |      | 青浦区文物保护单位     |
| 课植园                       | 西井街111号           | 1986.11    |                                                 |      | 青浦区文物保护单位     |
| 九峰桥                       | 小江村小港二组        | 1994.08    |                                                 |      | 青浦区文物保护单位     |
| 泰安桥                       | 北大街中市            | 1994.08    |                                                 |      | 青浦区文物保护单位     |
| 席家住宅（前厅、头井、二井） | 东湖街49弄42号        | 2001.05    |                                                 |      | 青浦区文物保护单位     |
| 福星桥                       | 东湖街西段            | 2001.05    |                                                 |      | 青浦区文物保护单位     |
| 中和桥                       | 东湖街中段            | 2001.05    |                                                 |      | 青浦区文物保护单位     |
| 云虹桥                       | 山湾村小圩庄          | 2001.05    |                                                 |      | 青浦区文物保护单位     |
| 童天和国药号                 | 大新街60号            | 2001.05    |                                                 |      | 青浦区文物保护单位     |
| 大清邮局旧址                 | 西湖街35号            | 2001.05    |                                                 |      | 青浦区文物保护单位     |
| 涵大隆酱园                   | 北大街287号           | 2001.05    |                                                 |      | 青浦区文物保护单位     |
| 吴氏住宅                     | 东井街55号            | 2004.02.19 |                                                 |      | 青浦区登记不可移动文物 |
| 诸氏民宅                     | 东井街69号            | 2004.02.19 |                                                 |      | 青浦区登记不可移动文物 |
| 杨氏住宅                     | 西井街56弄            | 2004.02.19 |                                                 |      | 青浦区登记不可移动文物 |
| 舒宅                         | 西井街59弄            | 2004.02.19 |                                                 |      | 青浦区登记不可移动文物 |
| 朱家角张宅                   | 西井街92弄            | 2004.02.19 |                                                 |      | 青浦区登记不可移动文物 |
| 沈宅                         | 西井街84号            | 2004.02.19 |                                                 |      | 青浦区登记不可移动文物 |
| 朱家角天主堂                 | 漕河街317弄27号       | 2004.02.19 |                                                 |      | 青浦区登记不可移动文物 |
| 朱家角俱乐部茶楼             | 北大街208、210、212号 | 2004.02.19 |                                                 |      | 青浦区登记不可移动文物 |
| 美周弄74号宅                 | 美周弄74号            | 2004.02.19 |                                                 |      | 青浦区登记不可移动文物 |
| 金宅                         | 西湖街24号            | 2004.02.19 |                                                 |      | 青浦区登记不可移动文物 |
| 王家住宅                     | 胜利街56号            | 2004.02.19 |                                                 |      | 青浦区登记不可移动文物 |
| 王氏民宅                     | 漕河街43～51号        | 2004.02.19 |                                                 |      | 青浦区登记不可移动文物 |
| 龚氏住宅                     | 漕河街153、155、157号 | 2004.2.19  |                                                 |      | 青浦区登记不可移动文物 |
| 珠浦电灯厂                   | 漕河街281号           | 2004.02.19 |                                                 |      | 青浦区登记不可移动文物 |
| 漕河街93弄2号宅              | 漕河街93弄2号         | 2004.02.19 |                                                 |      | 青浦区登记不可移动文物 |
| 盛氏宅                       | 东井街31号            | 2004.02.19 |                                                 |      | 青浦区登记不可移动文物 |
| 张氏小宅                     | 东井街27、28号        | 2004.02.19 |                                                 |      | 青浦区登记不可移动文物 |
| 周氏住宅                     | 东市街157号           | 2004.02.19 |                                                 |      | 青浦区登记不可移动文物 |
| 柳亚子别墅                   | 胜利街胜利浜33号      | 2004.02.19 |                                                 |      | 青浦区登记不可移动文物 |
| 仲宅                         | 胜利街239弄7号        | 2004.02.19 |                                                 |      | 青浦区登记不可移动文物 |
| 童氏民宅                     | 大新街48弄2～4号      | 2004.02.19 |                                                 |      | 青浦区登记不可移动文物 |
| 张氏民宅                     | 祥凝浜路602号         | 2004.02.19 |                                                 |      | 青浦区登记不可移动文物 |
| 吴宅                         | 大新街20弄4～16号     | 2004.02.19 |                                                 |      | 青浦区登记不可移动文物 |

## 方言
当地方言与松江方言相近，归属于吴语太湖片苏、沪、嘉小片方言。

## 教育
朱家角镇境内幼儿园有朱家角镇幼儿园、沈巷幼儿园；小学有朱家角小学、沈巷小学；中学有朱家角中学、沈巷中学、珠溪中学和东湖中学。另有两所成人学校，分别是朱家角镇成人文化技术学校和沈巷镇成人中等文化技术学校。

## 宗教建筑

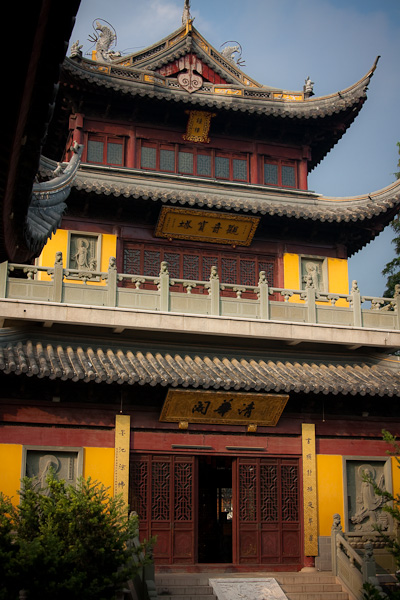
圆津禅院

- 佛教 圆津禅院
- 道教 关王庙 朱家角城隍庙
- 天主教 朱家角天主堂
- 基督教 朱家角基督堂

## 交通
朱家角东西向有318国道沪青平公路、G50沪渝高速公路、沈砖公路，沈太公路。南北向有朱枫公路，依傍G15沈海高速公路，南接G60沪昆高速公路，北通G42沪蓉高速公路。
公交终点站设于朱家角境内的公交线路主要有沪朱高速快线、沪朱专线、上朱线、朱徐线、松朱专线、朱家角1路、朱家角2路、朱家角3路、朱家角4路、朱家角5路等。途经境内的公交线路主要有沪商线、青岑线、青小线、青蒸线、青金线、青商线、青枫专线等。
2017年12月30日开通的上海轨道交通17号线在朱家角镇境内设有朱家角站和东方绿舟站。2024年11月30日，设于朱家角镇境内的西岑站开通。

## 旅游
朱家角镇境內有上海水上运动场、东方绿舟、上海太阳岛国际俱乐部、上海国际高尔夫乡村俱乐部等。2004年，以北大街、大新街、漕河街为商业中心的古镇旅游区顺利通过国家AAAA级景区验收。
朱家角古镇旅游区主要有北大街（又称“一线街”）、井亭街、西井街、东井街、西湖街、东湖街、漕河街、大新街、慈门街、胜利街等几条老街。这里旧式民宅鳞次栉比。其中北大街在2005年11月3日被评选为“上海十大休闲街”之一。古镇旅游区已开发开放了朱家角人文艺术馆、延艺堂等20多个景点。
2006年，朱家角入选由《环球游报》联合全国31家都市类报纸所共同主办的“中国最值得外国人去的50个地方”名单。
2007年起，朱家角每年舉辦上海朱家角水乡世界音乐節。

## 美食特产
朱家角镇主要美食特产有酱油虾、炒螺蛳、鳑鮍鱼、粽子、糖藕、清蒸白水鱼、拉丝、熏青豆、烧卖、生煎、扎蹄、扎肉、青角薄稻米、牛踏扁青豆、鲈鱼、清水大闸蟹、河虾、鳗鲡、银鱼、塘鳢鱼、腌菜苋等。

## 街镇荣誉
- 2006年，先后获得上海市文明镇、全国小城镇建设示范镇、全国环境优美镇和国家卫生镇等荣誉称号。

- 2007年，通过中国历史文化名镇评审。

- 2008年，获得国家园林城镇、国际花园城市等荣誉称号。

- 2009年，获得全国创建文明村镇工作先进镇、上海市食品安全宣传示范街（镇）、上海市民族团结进步达标街道（乡镇）等荣誉称号。

- 2010年，获得全国“上海世博会先进集体”和国家卫生镇（复审）等荣誉称号。

- 2011年，获得第三批“全国文明镇”、全国民兵先进工作单位、全国爱国拥军模范单位、全国妇联基层组织建设示范镇等荣誉称号。

- 2012年，获得全国“爱国拥军模范单位”、全国妇联基层组织建设示范镇、国家特色景观旅游名镇、国家级生态镇、上海市文明镇、上海市社区建设示范镇、上海市拥军优属模范街镇等荣誉称号。

## 照片集錦

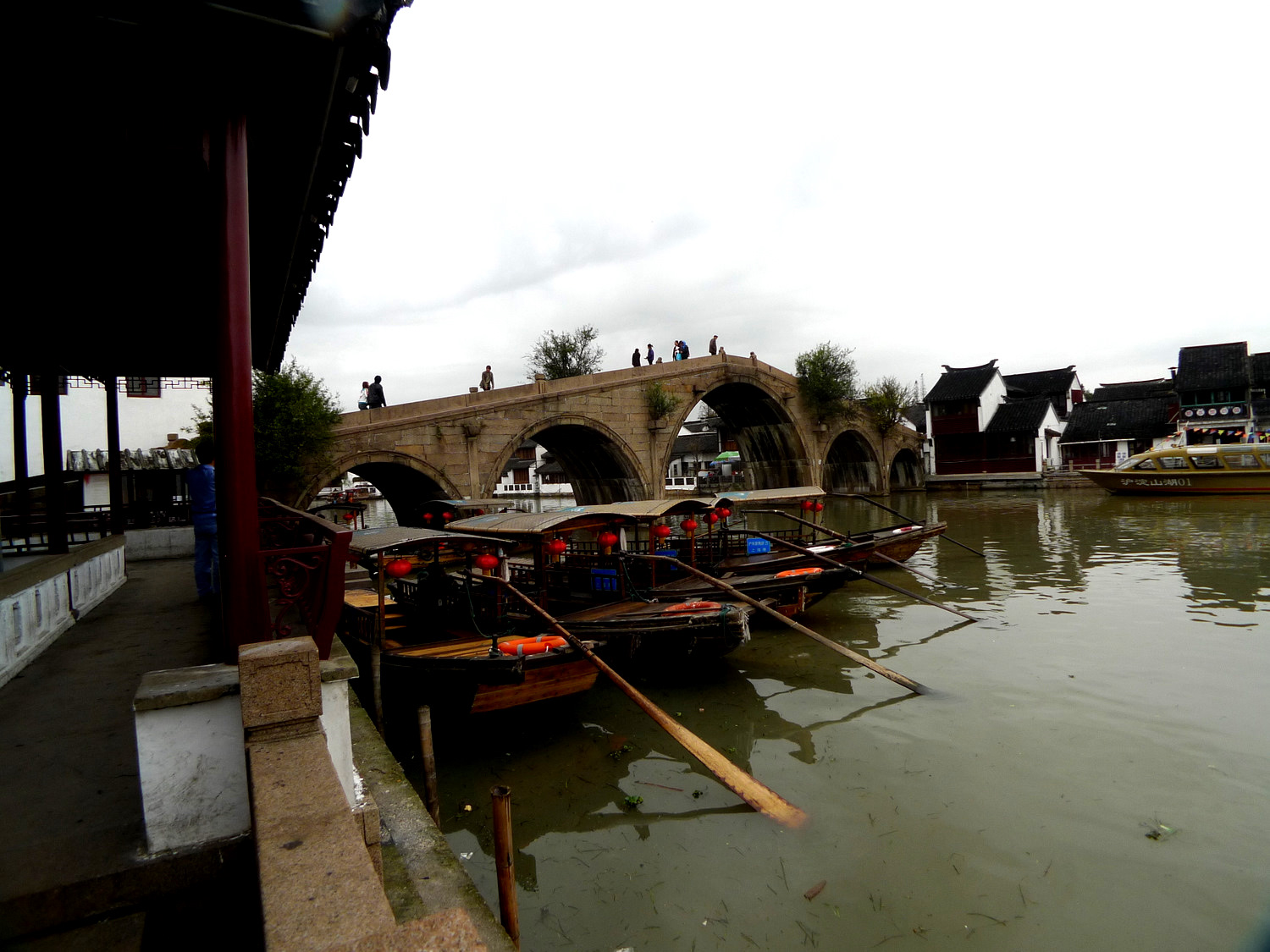
朱家角放生桥
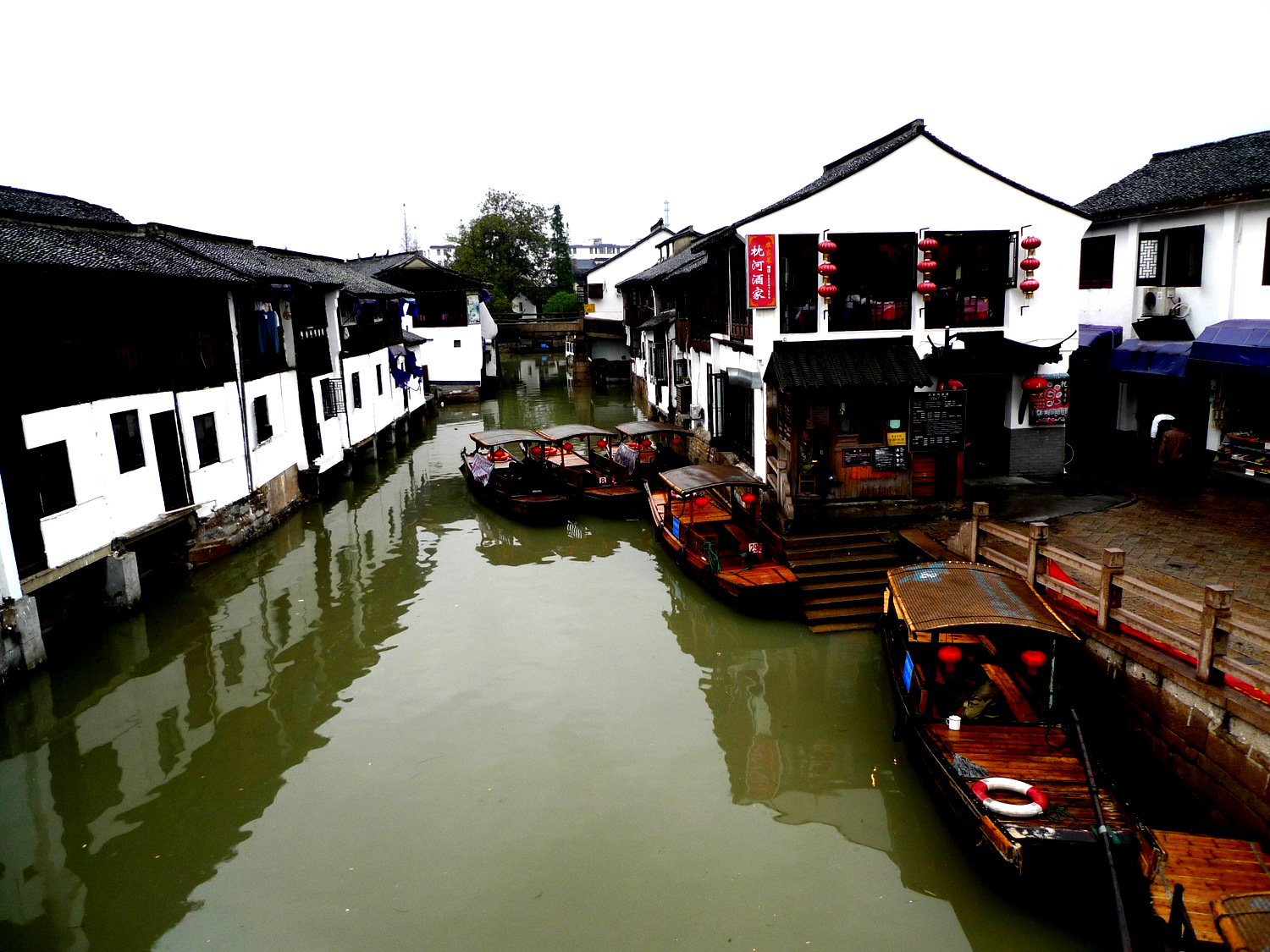
朱家角枕河酒家
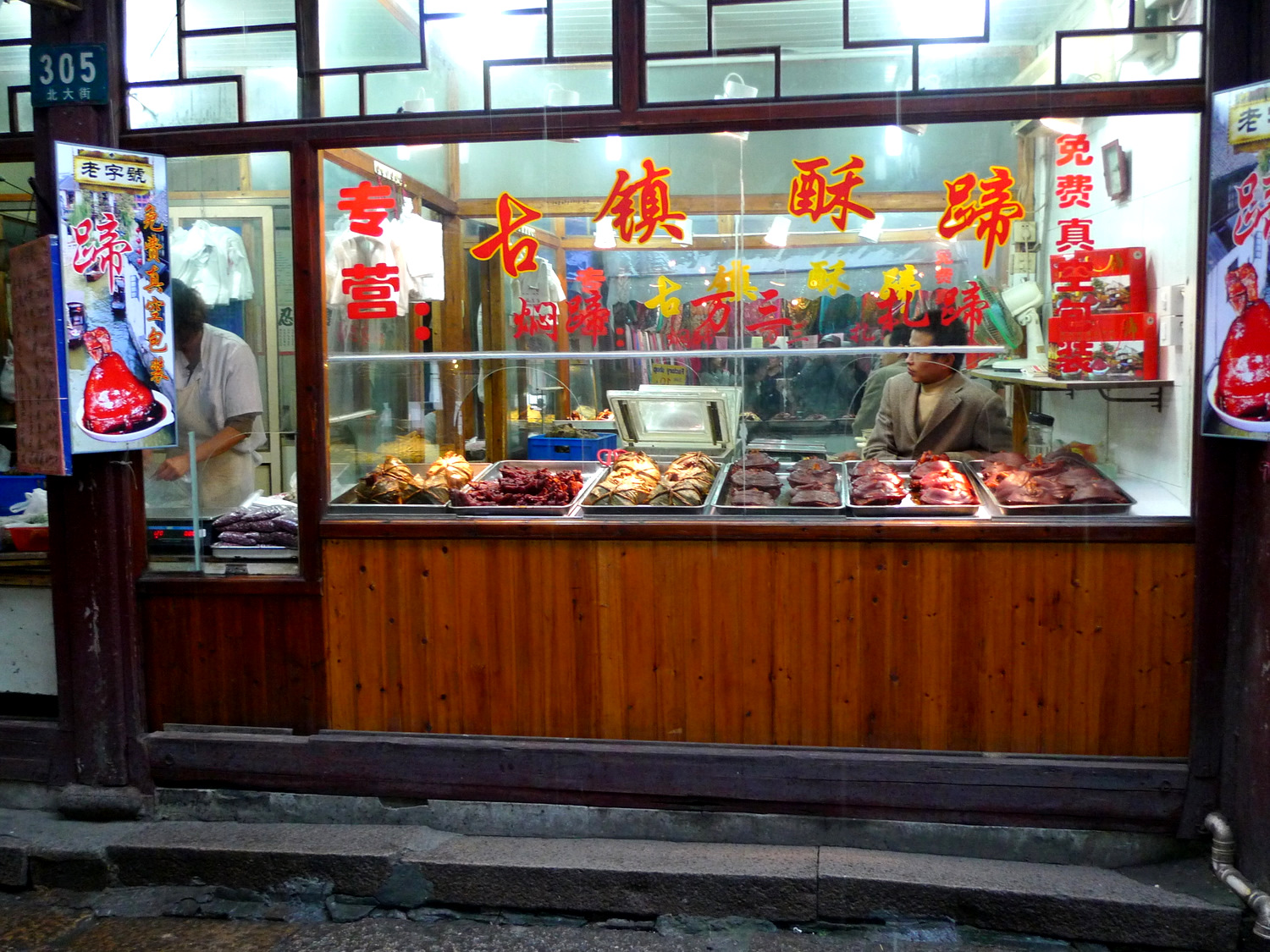
古镇酥蹄
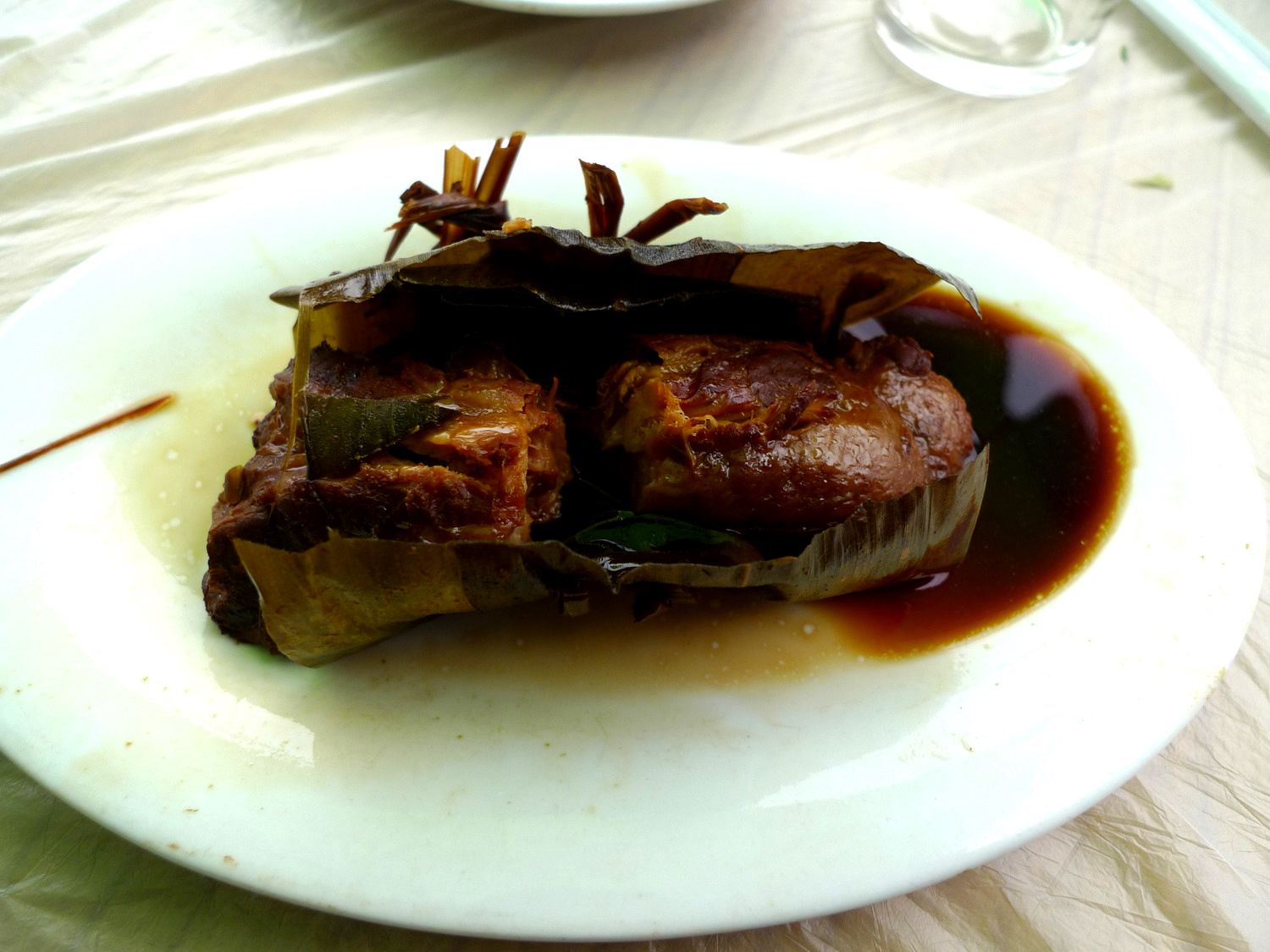
朱家角荷叶蒸肉
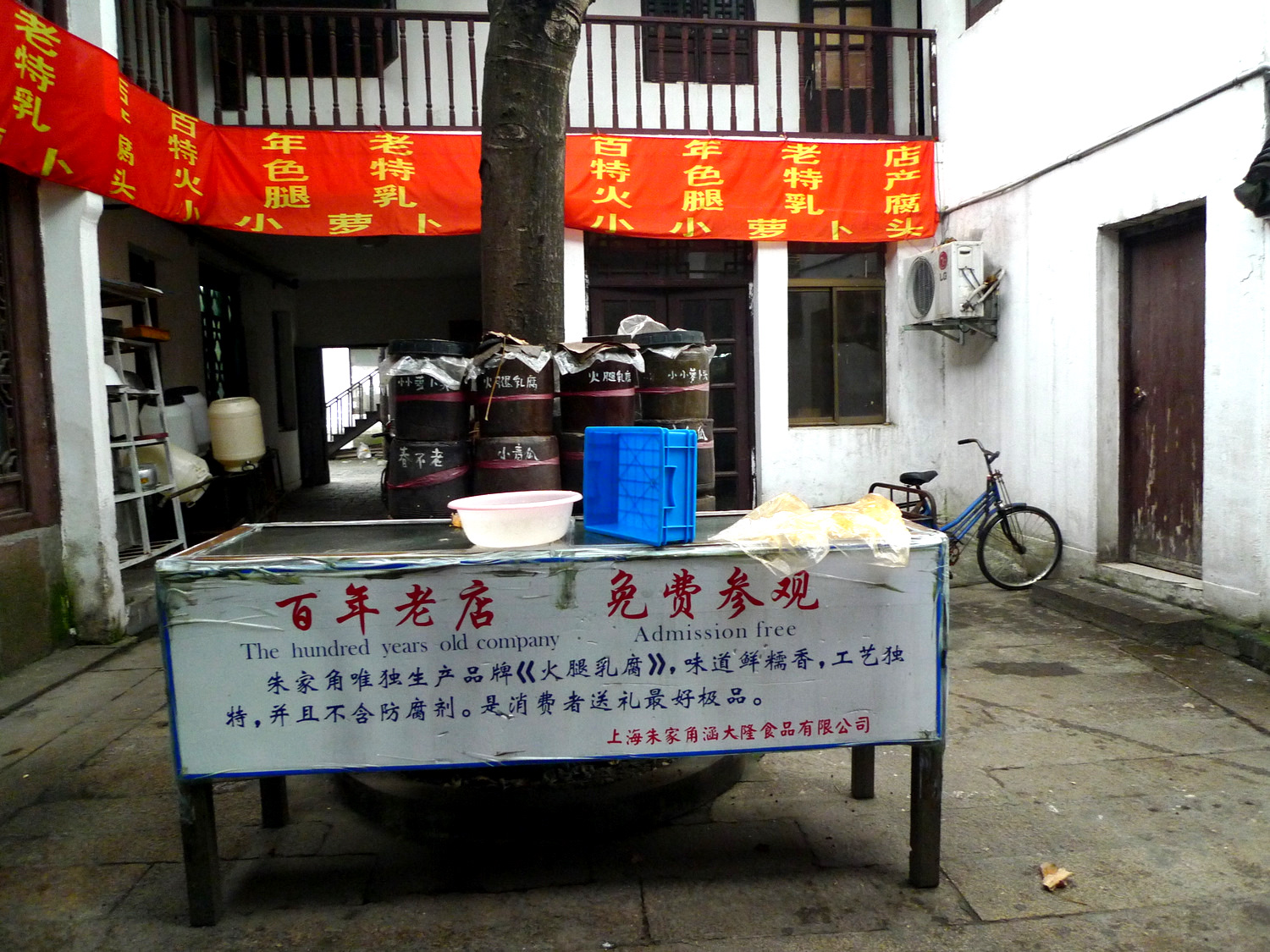
朱家角百年老店
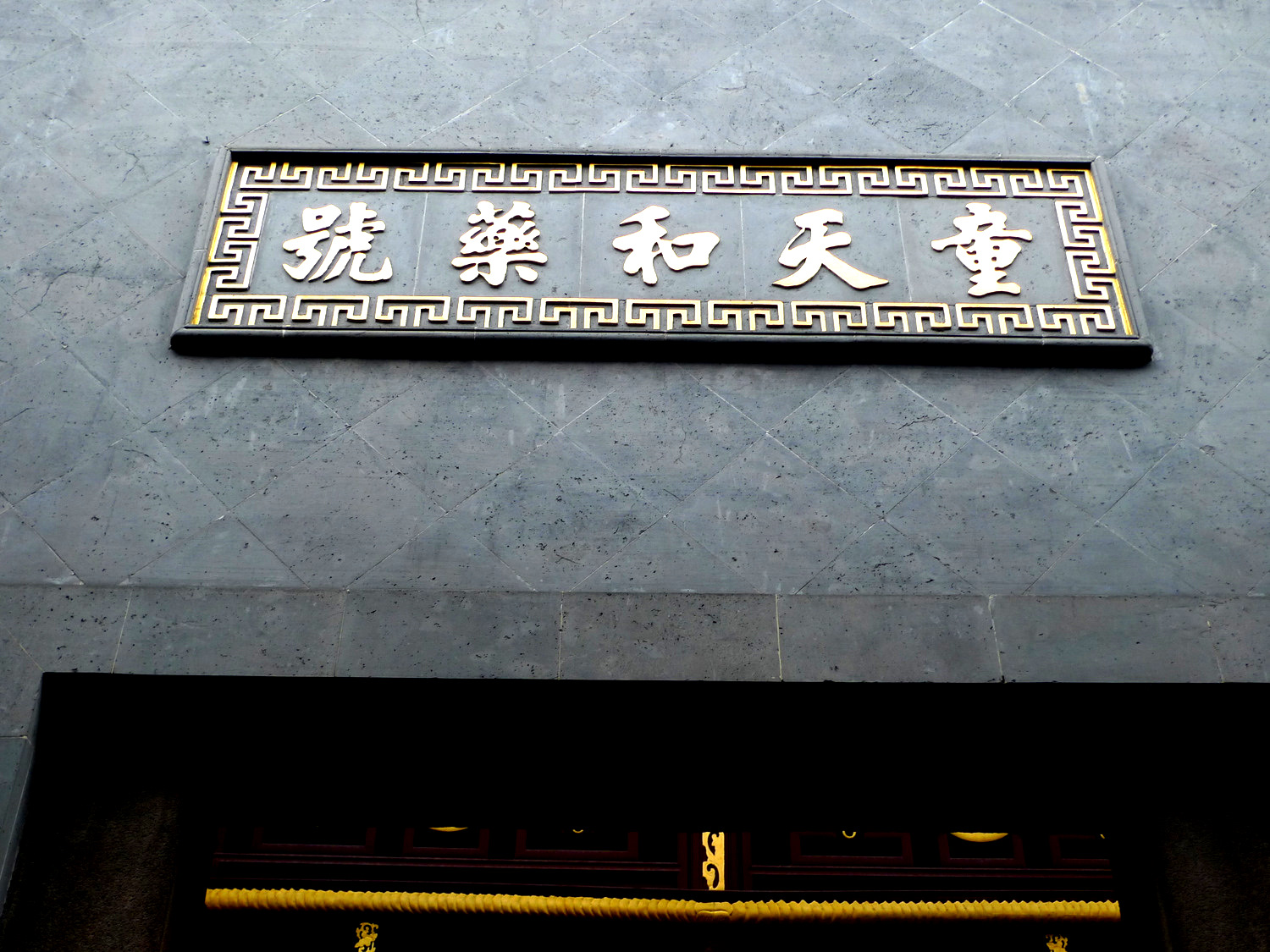
朱家角童天和药号